# Paa Solsiden
Paa Solsiden (originaltitel: Sunnyside) er en amerikansk stumfilm fra 1919 instrueret af Charles Chaplin.

## Medvirkende
- Charles Chaplin
- Edna Purviance
- Tom Wilson
- Henry Bergman
- Olive Ann Alcorn